# Обь (газета)
«Обь» — русская ежедневная газета, выходившая с 1907 года в Новониколаевске. Редактор — А. А. Аргунов. Печаталась в типографии Н. П. Литвинова, в списке его газет стала издаваться третьей после «Народной летописи» и «Сибирской речи».

## История
Первый номер появился 16 мая 1907 года. Имя редактора и некоторые проявления критики на страницах новой газеты побудили томского инспектора по делам печати уже месяц спустя составить секретный циркуляр, где «Обь» характеризовалась как «крайне революционное издание». 18 августа томский генерал-губернатор наложил на издание штраф в 500 рублей, причиной стал ряд публикаций: перепечатка двух статей из центральной прессы («Мнимые ущербы православия» и «Торговля телом»), корреспонденция из Каинска о поездке местного епископа по территории епархии и резолюция IV съезда учителей. Редактор «Оби» не смог выплатить сумму, в связи с чем был заключён в тюрьму, а выпуск газеты был прерван на месяц, но возобновлён после освобождения Аргунова.
С июня 1907 года материалы в газету поступали напрямую из Бюро корреспондентов Государственной думы.
28 ноября 1907 года томский инспектор по делам печати направил редакции предупреждение в связи с перепечатанной в № 125 заметкой «Впечатления и настроения» из петербургского «Русского слова» на тему декларации в Думе столыпинского правительства. 5 декабря временный томский генерал-губернатор запретил публикацию газеты уже на два месяца, что было связано, в частности, с появлением в № 128, № 130 и № 131 перепечаток с выступлениями в Думе сибирских деятелей; редактор же вновь отправился в заключение. В феврале 1908 года выпуск был восстановлен, но потом снова прерван — до августа. После выхода из тюрьмы Аргунов редактировал «Обь» до конца этого года. В январе 1909 года её сменила воссозданная «Народная летопись».

## Коллектив газеты и содержание
Бессменным редактором был А. А. Аргунов, «отставной коллежский асессор» и сооснователь Партии социалистов-революционеров (ПСР). Однако в его задачи не входило превращение газеты в площадку для эсеровской пропаганды. По сравнению с предыдущими изданиями Литвинова «Обь» отличалась более сдержанной критикой власти, что, впрочем, не мешало ей обращать внимание на местные проблемы, такие как отсутствие постоянного моста через Обь, антисанитарное состояние Новониколаевска.
Подробно освещались вопросы переезда крестьян в Сибирь на протяжении 1907—1908 годов, бедственного положения переселенцев, беззакония со стороны переселенческого руководства, переполненности мигрантами пароходов и поездов.
Объёмные статьи по экономике Новониколаевска принадлежали Г. И. Жерновкову (подписывался как Г. Иванович).

### Фельетонисты
Постоянным фельетонистом был журналист Ф. П. Романов под псевдонимом Рыбак, сменивший на этом поприще Аргунова — редактор успел проявить свой творческий талант в рубриках «Библиография» и «Маленький фельетон» весной 1907 года.
Другой регулярный автор сатирических заметок скрывался под именем Эн-Эс.
В качестве «удалённого» фельетониста в газете некоторое время работал покинувший город В. П. Булыгин («Рефлектор»), один из первых авторов «Народной летописи», который начал присылать свои работы в «Обь», когда узнал о её выпуске.
Один фельетон, опубликованный 17 мая 1907 года с авторской подписью «Энпеэль», вероятно, принадлежит самому Литвинову.

## Рубрики
Газета содержала обычные для провинциальных изданий рубрики: «Русская печать», «Телеграммы», «В Думе», «По Сибири», «Маленький фельетон», «Корреспонденции», «На темы дня», «Городская хроника», «Театральная хроника», «Библиография». Первая и четвёртая (последняя) страницы отводились под объявления и рекламу. В 1907 году заметное место было отдано под рубрику «Дума» («По слухам о роспуске Думы», «Около Думы»).

## Благотворительность
Редакция издания привлекала людей к участию в благотворительном спектакле для открытия Библиотеки имени А. П. Чехова, собирала для неё книги и деньги; а в майском номере 1907 года предоставила место под объявление совета старейшин Новониколаевской думы с информацией об условиях конкурса на постройку городского общественного собрания.